# Olius
|  | No s'ha de confondre amb Oliu. |

Olius és un municipi i poble de la comarca del Solsonès, amb capital al nucli del Pi de Sant Just.

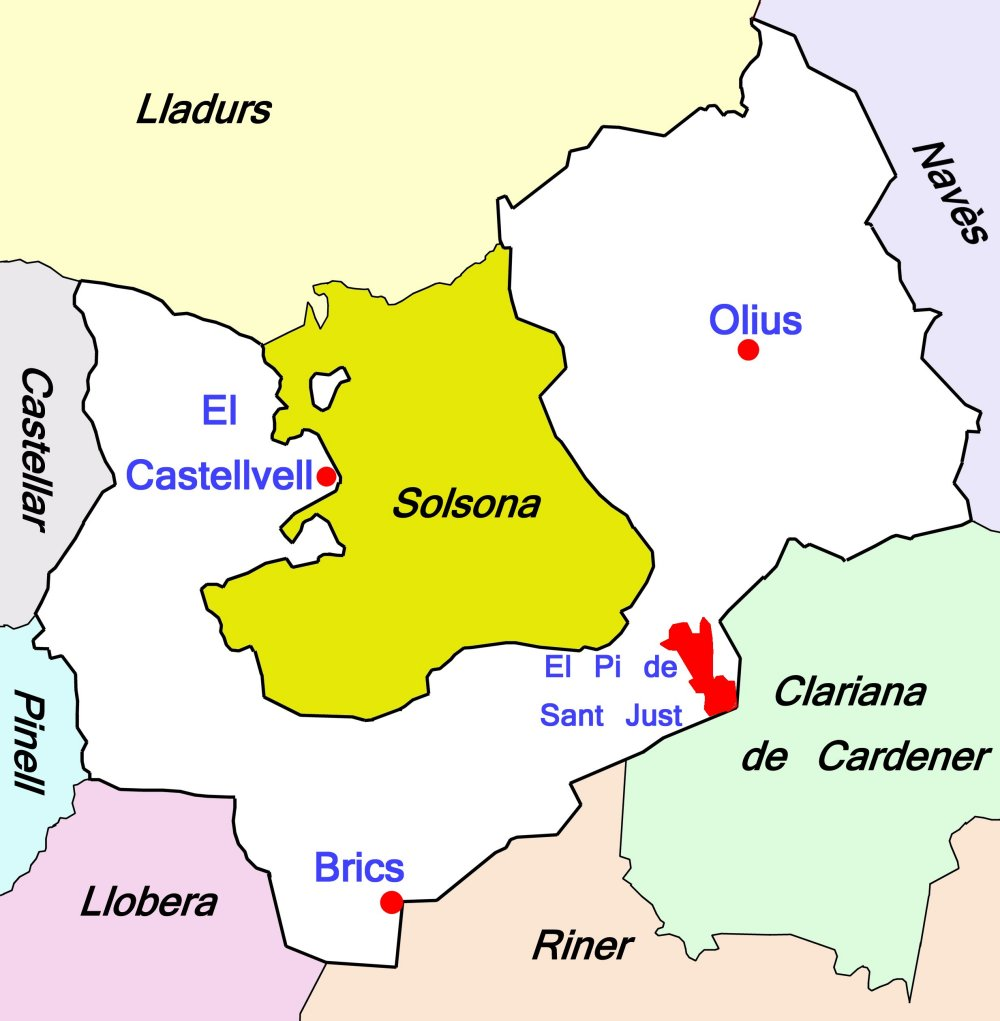
Mapa del municipi d'Olius, les seves entitats de població i els municipis limítrofs

| Entitat de població | Habitants (2023) |
| el Pi de Sant Just  | 799              |
| Olius               | 98               |
| Castellvell         | 40               |
| Brics               | 40               |
| Font: Idescat       |                  |

## Municipi
- Llista de topònims d'Olius (Orografia: muntanyes, serres, collades, indrets..; hidrografia: rius, fonts...; edificis: cases, masies, esglésies, etc)

### Situació i límits
Es troba al bell mig de la comarca. És un municipi molt ample car té una extensió de 54,5 km² i prop de 9 km. d'amplitud d'est a oest. Les seves terres rodegen tot el terme de Solsona, menys per la part nord que limita amb el municipi de Lladurs. Per llevant, limita amb Navès; pel sud limita amb Clariana de Cardener, Riner i Llobera i per ponent limita amb Pinell de Solsonès i Castellar de la Ribera.
A l'interior del terme municipal de Solsona hi ha l'enclavament de Mirabella

### Orografia

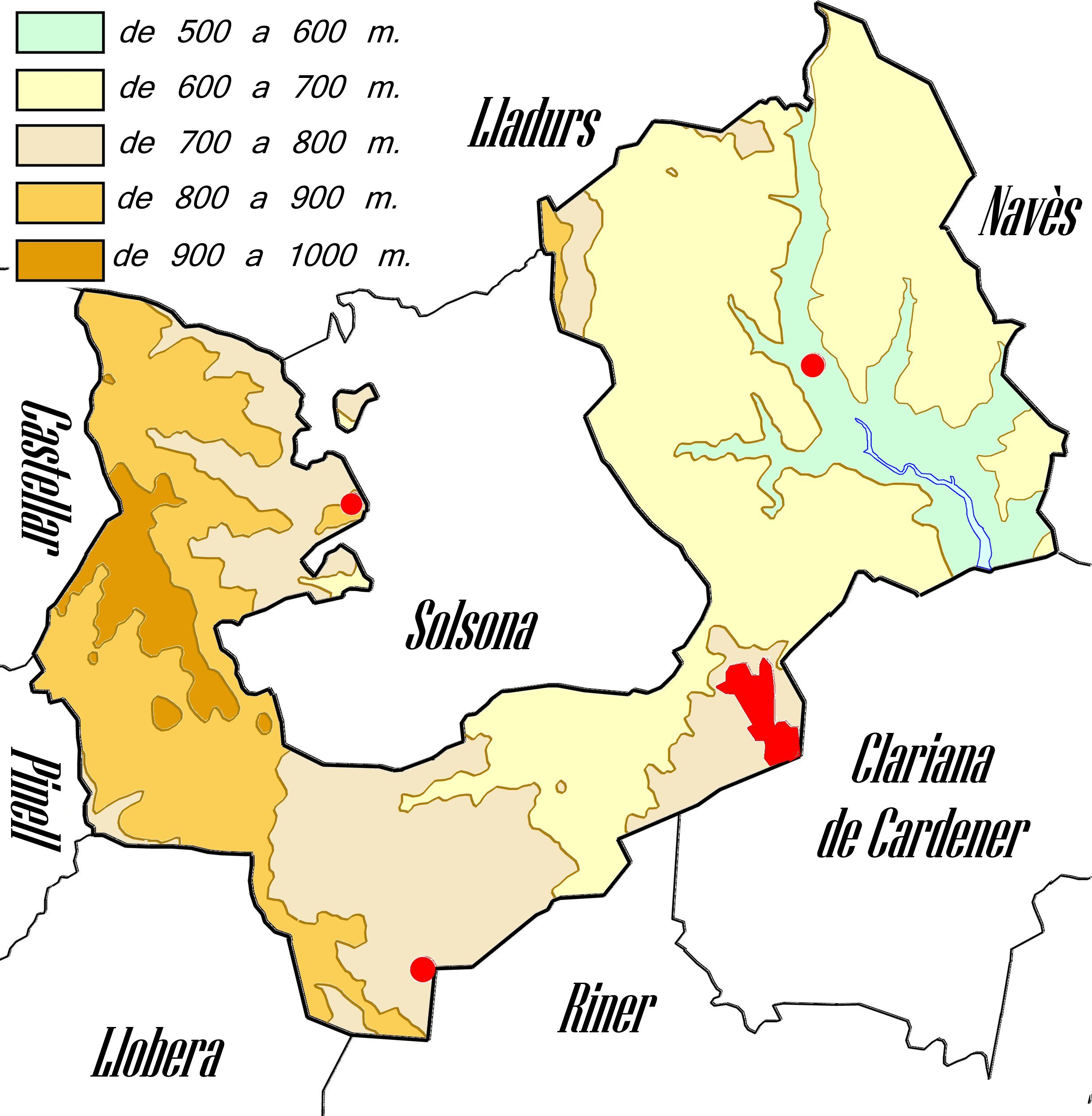
Mapa orogràfic del municipi.

Excepte en la seva franja més occidental el terme es troba a l'altiplà del Solsonès, a la Depressió Central a unes altituds que oscil·len entre els 600 i els 800 m a la franja de llevant, aquest altiplà es solcat de nord a sud per la vall del Cardener i en aquest sector les altituds oscil·len entre els 500 i els 600 m. A la franja de ponent, per contra, el territori s'enlaira a causa de les serralades que, també de nord a sud, solquen el centre de la comarca a manera d'espina dorsal. En aquest sector les altituds oscil·len entre els 800 i els 930 m assolint-se la cota màxima al cim del Torregassa, de 938,2 m d'altitud.
El Nomenclàtor oficial de toponímia major de Catalunya inclou els següents accidents orogràfics:
Serralades el Serrat Alt,  la Serreta, el Serrat de l'Hostal de les Forques, el  Serrat del Moro i el  Serrat del Vent.
CimsEl Castellvell,  el Serrat Alt, el Serrat de la Talaia, el Serrat de la Torregassa, el Serrat de Sant Bartomeu, el Serrat del Villaró, el Serrat Xiroi, el  Torregassa i el Villaró
ColladesLa Collada de Clarà.
PlansEl Pla de Golferics, el Pla de l'Àliga, la Plana del Villaró els Planells de Torredeflot i els Plans d'Olius.
Altres orònimsLa Costa de la Rebollosa, la Costa de Vilafranca i la Costa del Bisbe.

### Demografia
| 1497 f | 1515 f | 1553 f | 1717 | 1787 | 1857 | 1877 | 1887 | 1900 | 1910 |
| ------ | ------ | ------ | ---- | ---- | ---- | ---- | ---- | ---- | ---- |
| 14     | 18     | 17     | 223  | 532  | 847  | 589  | 522  | 488  | 416  |

| 1920 | 1930 | 1940 | 1950 | 1960 | 1970 | 1981 | 1990 | 1992 | 1994 |
| ---- | ---- | ---- | ---- | ---- | ---- | ---- | ---- | ---- | ---- |
| 487  | 572  | 600  | 559  | 475  | 323  | 448  | 507  | 494  | 494  |

| 1996 | 1998 | 2000 | 2002 | 2004 | 2006 | 2008 | 2010 | 2012 | 2014 |
| ---- | ---- | ---- | ---- | ---- | ---- | ---- | ---- | ---- | ---- |
| 482  | 520  | 555  | 582  | 610  | 686  | 789  | 841  | 881  | 902  |

| 2016 | 2018 | 2020 | 2022 | 2024  | 2026 | 2028 | 2030 | 2032 | 2034 |
| ---- | ---- | ---- | ---- | ----- | ---- | ---- | ---- | ---- | ---- |
| 929  | 961  | 981  | 985  | 1.003 | -    | -    | -    | -    | -    |

### Història
Amb l'anomenada Reconquesta apareixen les primeres notícies d'Olius.

### Edificis emblemàtics
Els edificis més emblemàtics del municipi són l'església romànica de Sant Esteve d'Olius, de finals del segle xi i el Cementiri d'Olius.

## Poble

### Església de Sant Esteve i cripta

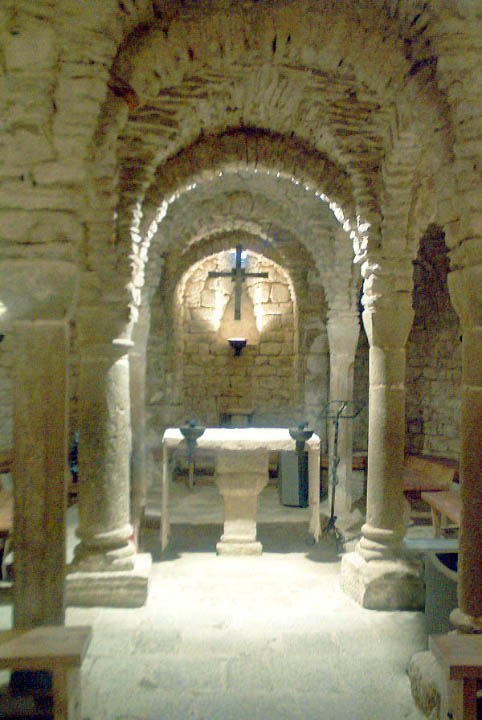
Cripta de sant Esteve d'Olius

És un dels monuments cabdals de l'arquitectura llombarda del darrer quart de segle xi. El temple d'art romànic va ser consagrat l'any 1079, pel bisbe de la Seu, Bernat Guillem. Hi dedicà dos altars, un a dalt, en honor de Sant Esteve i l'altre a sota, en la confessió o cripta, en honor del Sant Sepulcre i de Santa Maria.
L'església és un temple de grans proporcions (36 m per 10 m) amb una sola nau de volta de canó, sostinguda per quatre arcs torals. L'absis de semicercle manté l'amplada i l'altura de la nau. En la seva part de fora s'hi dibuixen arcuacions cegues i lesenes.
La cripta forma un espai rectangular de 10,4 m per 6,28 m, dividit en tres naus de quatre tramades que aguanten arcs de mig punt i voltes d'aresta. L'estança rep llum per tres finestres de dobre esqueixada (vegeu fotografia adjunta), amb notable pendent cap endins.

### Cementiri
L'any 1915 es va encomanar el projecte d'un nou cementiri a l'arquitecte diocesà Bernardí Martorell i Puig, home de confiança del bisbe Vidal i Barraquer. Era un arquitecte d'estil modernista que va rebre la influència d'Antoni Gaudí i de Lluís Domènech i Muntaner.
També va signar obres com les esglésies de Puig-Reig, Mollerussa i Figols.
L'espai escollit per fer el nou cementiri fou un de roques caigudes, voltades d'alzines. Les roques caigudes simbolitzen la mort, mentre les alzines, sempre verdes, simbolitzen la vida. Vida i mort com expressió d'un cementiri cristià. L'entrada està formada per un arc parabòlic típicament gaudinià.
L'interior és un espai de planta irregular, adaptat al terreny, on les tombes i els panteons són excavats en les roques i segueixen el sentit ascendent de la muntanya. Sobresurt l'esvelta agulla amb una creu cònica per la seva altura i per la seva execució a base de petites pedres sobreposades que es van apropant fins a arribar al cim, acabat amb una doble creu. Al peu d'aquesta creu hi ha la tomba dels rectors d'Olius.

## Demografia
| Evolució demogràfica |            |            |            |                   |                   |                   |       |
| Any                  | Nucli urbà | Nucli urbà | Nucli urbà | Poblament dispers | Poblament dispers | Poblament dispers | Total |
| Any                  | Homes      | Dones      | Total      | Homes             | Dones             | Total             | Total |
| 2000                 | 0          | 0          | 0          | 68                | 71                | 139               | 139   |
| 2001                 | 0          | 0          | 0          | 66                | 71                | 137               | 137   |
| 2002                 | 0          | 0          | 0          | 66                | 72                | 138               | 138   |
| 2003                 | 0          | 0          | 0          | 60                | 64                | 124               | 124   |
| 2004                 | 0          | 0          | 0          | 60                | 62                | 122               | 122   |
| 2005                 | 0          | 0          | 0          | 58                | 60                | 118               | 118   |
| 2006                 | 0          | 0          | 0          | 63                | 64                | 127               | 127   |
| 2007                 | 0          | 0          | 0          | 64                | 61                | 125               | 125   |
| 2008                 | 0          | 0          | 0          | 62                | 60                | 122               | 122   |
| Font: INE            |            |            |            |                   |                   |                   |       |